# Episodi di Bleach: Thousand Year Blood War (terza stagione)
La terza stagione dell'anime Bleach: Thousand Year Blood War, seguito del primo adattamento animato della serie, chiamato semplicemente Bleach, si intitola saga del conflitto e comprende gli episodi dal 27 al 40. La regia delle puntate è a cura di Tomohisa Taguchi e sono prodotte da Pierrot. Gli episodi sono adattati dall'ultimo arco narrativo del manga Bleach e corrispondono ai capitoli dal 608 al 661. La terza stagione è andata in onda in Giappone dal 5 ottobre al 28 dicembre 2024 su TV Tokyo. In Italia è stata distribuita dal 30 novembre 2024 al 1º marzo 2025 su Disney+.
La sigla d'apertura è Kotoba ni sezu tomo (言葉にせずとも?) dei SIX LOUNGE, mentre quella di chiusura è MONOCHROME di suisoh.

## Lista episodi
| Nº | Titolo italiano Giapponese 「Kanji」 - Rōmaji | In onda          | In onda          |
| Nº | Titolo italiano Giapponese 「Kanji」 - Rōmaji | Giapponese       | Italiano         |
| 27 | A 「A」 | 5 ottobre 2024   | 30 novembre 2024 |
| 27 | Mentre cade, Yhwach riacquista finalmente il suo Schrift, come da Kaiser Gesang, "L'Onnipotente", che gli consente di allontanare il potere di Ichibē e di diventare onniveggente. Ichibē cerca di intrappolarlo, ma Yhwach sfonda con il suo potere e lo uccide. Essendo sopravvissuto, Uryū riesce a riflettere gli effetti del Bankai di Senjumaru su di lei con il suo Schrift e dopo una breve battaglia, le trafigge il cuore. La sconfitta della Squadra Zero è percepita attraverso il Seireitei, mentre Yhwach raggiunge il Re delle Anime e lo impala, mentre Uryū, Haschwalth e lo Schutzstaffel si inginocchiano davanti a lui. Il gruppo di Ichigo arriva al Palazzo delle Anime e chiama il nome di Ichibē, che lo resuscita dai morti usando una parte dei poteri di Ichigo. Attualmente impotente, Ichibē chiede a Ichigo di fermare il Re Quincy. Nel frattempo, Shunsui si avvicina ad Aizen nel Muken. |                  |                  |
| 28 | Uccidi il re 「KILL THE KING」 | 12 ottobre 2024  | 7 dicembre 2024  |
| 28 | Dopo aver guarito Kenpachi, Ukitake, Shinji, Soi-Fon, Hinamori e Ōmaeda si dirigono alla divisione R&S, dove Urahara e Nanao stanno coordinando gli sforzi per lanciare rinforzi al Soul Palace, proprio mentre Renji e Rukia si dirigono lì. Nel frattempo, il gruppo di Ichigo raggiunge Yhwach, ignaro che ha già impalato il Soul King. Ichigo affronta il Quincy King, martellandolo attraverso le sorgenti termali di Kirinji. Yhwach si complimenta per i poteri di Ichigo ottenuti attraverso il suo allenamento con Ichibē, ma afferma che Ichibē ha mandato Ichigo apposta dietro di lui, sapendo che Ichigo non avrebbe vinto la battaglia. Tuttavia, Yhwach rivela di non aver ancora usato i suoi occhi e attiva l'Onnipotente, consentendogli di prevedere e annullare tutti i colpi di Ichigo, riportandolo dagli altri sconfitto e mettendo in discussione le sue ragioni per combattere. Yhwach svela quindi il Re delle Anime impalato, suo padre Adnyeus, scioccandoli. Yhwach racconta in dettaglio come il potentissimo Re delle Anime separò i tre mondi dall'oscurità e fu in grado di prevedere anche mille anni nel futuro. Ichigo si alza per attaccare, con il supporto di Orihime e Yoruichi, sebbene Yhwach dissipi ogni pericolo per lui, Ichigo raggiunge il Re delle Anime e gli estrae la lama, cadendo nella trappola di Yhwach. Costretto dal sangue Quincy in lui, Ichigo uccide inavvertitamente il Re delle Anime. Yhwach si rallegra che tutto sia andato come aveva previsto e spiega che solo qualcuno che è un ibrido di umano, Soul Reaper, Quincy, Fullbringer e Hollow come Ichigo può persino uccidere il Re delle Anime. La morte del Re delle Anime provoca terremoti in tutto il mondo in tutti e tre i mondi. |                  |                  |
| 29 | Il braccio oscuro 「The Dark Arm」 | 19 ottobre 2024  | 14 dicembre 2024 |
| 29 | Nato con una malattia polmonare incurabile, Ukitake viene salvato dalla morte dopo che i suoi genitori pregano una divinità locale del distretto di Rukon, Mimihagi, il braccio destro del Soul King che si è schiantato contro la Soul Society, che si fonde con il corpo di Ukitake, fermando così la progressione della sua malattia, ma non curandolo. Ukitake si unisce alla Soul Reaper Academy sotto la tutela di Yamamoto, Sasakibe e Unohana, e diventa amico intimo del suo compagno di allenamento Shunsui, confidandosi con lui su Mimihagi. In seguito i due piangono la scomparsa di Kaien e quella di Yamamoto con Unohana, dopodiché Ukitake dice addio a Unohana. Tornato ai giorni nostri, Ukitake rivela agli altri che il processo Kamikake a cui si è sottoposto ha donato tutti i suoi organi, non solo i suoi polmoni, a Mimihagi e, dopo aver consegnato la Squadra 13 a Rukia, usa la sua forza vitale per tenere insieme temporaneamente il Soul King. Mentre Ichigo, Yoruichi, Chad e Ganju cercano di distrarre Yhwach, Orihime non riesce a invertire la morte del Soul King, ma Mimihagi si attacca a lui, qualcosa che nemmeno gli occhi di Yhwach avevano previsto. Nel Muken, Shunsui sblocca parzialmente Aizen e cerca di fare un patto con lui per aiutarlo a salvare la Soul Society. |                  |                  |
| 30 | Il traditore 「The Betrayer」 | 26 ottobre 2024  | 21 dicembre 2024 |
| 30 | Yhwach capisce che il motivo per cui non aveva previsto che il braccio destro del Soul King sarebbe venuto in suo aiuto è perché è parte del Soul King stesso. Mentre Yhwach cerca di distruggere sia il Soul King che il suo braccio destro, Ichigo sgancia la sua Blut Vene, libera la spada di Yhwach e afferra quest'ultimo per il braccio destro. Mentre Yhwach è distratto, Yoruichi crea una barriera attorno ai resti del Soul King per mantenerli stabili. Yhwach chiama Ichigo debole per non essere stato in grado di dire "uccidi" contro l'uomo che ha ucciso sua madre. Infuriato, Ichigo si prepara a colpire Yhwach, ma all'improvviso Yoruichi viene colpito da una freccia, che si rivela essere quella di Uryū. La ferita fa perdere la concentrazione a Yoruichi, con conseguente rottura della barriera, dopodiché viene lanciata via dal Soul Palace da Pernida e Yhwach. Uryū afferma che il suo motivo per essere lì è perché è un Quincy, poi Ichigo inizia a combattere con lui. A un certo punto del loro combattimento, Uryū scocca una freccia a Ichigo e questa lo colpisce al volto, ma quest'ultimo è protetto dal suo Blut Vene, che Uryū è sorpreso che Ichigo possa usare. Chad, Ganju e Orihime combattono contro lo Schutzstaffel, mentre Ichigo è costretto a combattere con Uryū. Uryū attiva il suo Vollständig e continua a combattere Ichigo. Lo Schutzstaffel respinge e rende inabili Chad, Orihime e Ganju, proprio mentre Uryū prepara una grande freccia da scoccare contro Ichigo, anche se quest'ultimo lancia Getsuga Jūjishō e si scontra con l'attacco di Uryū. Dopo che i due attacchi si scontrano, Uryū scocca un'altra freccia a Ichigo, questa volta ferendolo gravemente e facendolo cadere dal cielo. Con l'aiuto degli altri poteri dei Quincy, Yhwach rompe completamente il cristallo del Re delle Anime e ne assorbe sia il braccio destro che l'intero corpo, facendo spuntare diversi occhi sul suo viso. |                  |                  |
| 31 | Contro il giudizio 「AGAINST THE JUDGEMENT」 | 2 novembre 2024  | 28 dicembre 2024 |
| 31 | Incapace di contenere il Soul King per il momento, il suo potere esplode da Yhwach sotto forma di parassiti monocoli simili a bambini, che scendono sulla Soul Society, dove iniziano a sopraffare i Soul Reapers. Tuttavia, Aizen arriva con Shunsui al seguito per schiacciare i parassiti con la sua Soul Pressure, sebbene il suo pieno potere sia vincolato da una sedia progettata da Mayuri. I Soul Reapers sono sconvolti dalla decisione di usare Aizen, sebbene Shunsui ribatte che l'onore non ha senso quando la posta in gioco è così alta. Improvvisamente, Aizen viene immobilizzato dallo Schrift "The Underbelly" di NaNaNa. Rivelati come sopravvissuti ad Auswählen, Bazz-B, Liltotto, Giselle e NaNaNa tentano di impedire ai Soul Reapers di ascendere al Soul Palace, ma Bazz-B uccide NaNaNa e rivela che tutti e tre vogliono unire le forze con i Soul Reapers, perché cercano vendetta per l'abbandono di Yhwach. Shunsui accetta e contatta tutti i Soul Reapers sopravvissuti per chiedere loro di unire la loro Soul Pressure, così da poter alimentare il cancello di Urahara direttamente al Soul Palace. I restanti Visoreds arrivano e si occupano dei preparativi per il cancello. Il Kenpachi recuperato arriva, alla ricerca di Yachiru, anche se Nanao lo convince a unirsi al gruppo d'assalto e lasciare che altri la trovino. Essendo già guarito, anche Aizen si prepara per l'ascesa. Dopo aver svegliato le truppe, Shunsui, Nanao, Mayuri, Nemu, Urahara, Rukia, Renji, Byakuya, Soi-Fon, Ōmaeda, Kenpachi, Yumichika, Hisagi, Ikkaku, Isane, Shinji, Momo, Kiyone Kotetsu, Sentarō Kotsubaki, Mashiro, Love, Lisa, Hachi, Hiyori, Yūshirō, Bazz-B, Liltotto e Giselle si riuniscono al cancello, progettando di lasciare Aizen nel Seireitei. Al piano inferiore del Soul Palace, Orihime cura Ichigo e Yoruichi, e il gruppo decide di tornare in cima per un'imboscata. Yoruichi invita Grimmjow da Hueco Mundo. In cima al Soul Palace, Yhwach finisce di assorbire il potere del Soul King e inizia a cambiare il mondo. |                  |                  |
| 32 | Il santo neonato 「THE HOLY NEWBORN」 | 9 novembre 2024  | 4 gennaio 2025   |
| 32 | Grimmjow tenta di attaccare subito Ichigo, ma viene fermato da Nelliel, che rivela che Urahara ha creato un braccialetto per lei, che le consente di trasformarsi nella sua forma originale a piacimento. Dal Garganta emergono anche i Fullbringers Riruka Dokugamine e Yukio Hans Vorarlberna, reclutati da Urahara per unire i loro poteri, consentendo al gruppo di Ichigo di raggiungere rapidamente la cima del Soul Palace. I Soul Reapers potenziano il cancello mentre il Seireitei inizia a sgretolarsi. A causa di Yhwach, altre città nel Seireitei iniziano a crollare, i cui resti solleva fino al Soul Palace, trasformandolo completamente in una città Quincy chiamata Wahr Welt, che ha la forma di un enorme Quincy Zeichen. Il gruppo di Ichigo e i Soul Reapers arrivano a Wahr Welt simultaneamente, scioccati dal potere che si potrebbe esercitare per rimodellare l'intero Soul Palace senza sforzo. Yukio e Riruka restano indietro nella Garganta per fungere da potenziale via di fuga. Haschwalth segnala l'arrivo del gruppo di Ichigo e dei Soul Reapers a Yhwach. |                  |                  |
| 33 | Il portale del Sole 「GATE OF THE SUN」 | 16 novembre 2024 | 11 gennaio 2025  |
| 33 | Yhwach invia Uryū e gli Schutzstaffel per eliminare gli intrusi Soul Reaper. Essendo in bagno nello stesso momento di Kenpachi, Hanatarō Yamada viene portato con sé dalla sua squadra al Wahr Welt dopo che Mayuri inizialmente era rimasto indietro per cambiare le coordinate a cui sarebbe stato inviato. Mayuri e Nemu si separano da Kenpachi, Hanatarō, Yumichika e Ikkaku ed entrambi i gruppi si avventurano verso la fortezza principale, mentre Gerard è alla ricerca di Soul Reaper con cui combattere. Dopo che Bazz-B, Liltotto e Giselle si separano da loro per affrontare rispettivamente Haschwalth e Yhwach, il gruppo principale di Soul Reaper viene aggredito da Lille, che riesce a sparare a Hisagi, Ōmaeda, Kiyone, Sentarō e Isane, disperdendo così il gruppo. Uryū inizia a scoccare frecce, separando anche Renji dal gruppo. Renji scatena il suo True Bankai e sopraffà Uryū senza sforzo finché quest'ultimo non attiva Vollständig, ma Renji lo supera e lo atterra. Messo all'angolo, Uryū usa Sklave Rei per sovraccaricare il suo Vollständig, dopodiché supera Renji e gli spara al petto. Nel frattempo, il gruppo di Ichigo incontra Askin e Grimmjow scappa via per avventarsi immediatamente su di lui. Dopo essere stato costretto sulla difensiva, Askin ribalta la situazione su Grimmjow avvelenandolo, anche se Ichigo arriva per sostenerlo. |                  |                  |
| 34 | Baby, ti tengo la mano 「BABY, HOLD YOUR HAND」 | 23 novembre 2024 | 18 gennaio 2025  |
| 34 | Lille osserva Uryū mentre abbatte Renji. Bazz-B intende risolvere personalmente la questione con Haschwalth, mentre Giselle e Liltotto decidono di andare dietro a Yhwach. Nel frattempo, Mayuri, Nemu, Kenpachi, Ikkaku e Yumichika si imbattono in Pernida. Nonostante i tentativi di Mayuri di trattenerlo, Kenpachi si lancia e squarcia la testa di Pernida, perdendogli il braccio destro, che Pernida spezza e inizia a torcerlo su se stesso, costringendo Kenpachi a tagliarlo prima che possa estendersi a tutto il suo corpo. Ignorando ancora una volta gli avvertimenti di Mayuri, Kenpachi si lancia di nuovo su Pernida, la cui testa ha iniziato a crescere in modo anomalo dopo essere stata tagliata. Kenpachi viene colpito dall'attacco di Pernida e tutto il suo corpo inizia a turbinare, anche se Mayuri lo pugnala da dietro con un agente paralizzante incorporato nella sua lama, che ferma l'attacco di Pernida. Mayuri si rende conto che Pernida invia i propri nervi per manipolare in modo orribile i corpi di altre persone, o persino oggetti inanimati. Dopo che Mayuri brucia i nervi di Pernida con l'acido, diventano enormi e si rivelano essere il braccio sinistro del Soul King, e iniziano persino a parlare con Mayuri. Utilizzando la tecnologia dei suoi precedenti esperimenti, Mayuri è in grado di usare la versione Quincy di Flash Step, l'Hirenkyaku per eludere la maggior parte degli attacchi di Pernida e poi per tagliare un dito. Mayuri intende riportare il dito nel suo laboratorio come nuovo soggetto di prova, ma un nuovo braccio sinistro cresce dal dito tagliato e Pernida procede a tagliare un altro dito per creare anche un nuovo braccio sinistro. Mayuri si affida al suo nuovo Bankai modificato, Konjiki Ashisogi Jizō Matai Fukuin Shōtai, liberando uno spirito gigante incinto che può dare alla luce un Ashisogi Jizō fatto su misura con abilità per qualsiasi battaglia specifica, a condizione che Mayuri abbia analizzato in anticipo le tattiche e le abilità dei suoi avversari. Questo nuovo Ashisogi Jizō ha 70.000 strati di nervi all'esterno del suo corpo, il che gli consente semplicemente di perdere uno strato se Pernida cerca di usare i suoi nervi su di esso per il controllo. Ashisogi Jizō quindi ingoia tutte e tre le braccia di Pernida. |                  |                  |
| 35 | Non inseguire un'ombra 「DON'T CHASE A SHADOW」 | 30 novembre 2024 | 25 gennaio 2025  |
| 35 | Ashisogi Jizō viene fatto a pezzi dall'interno dall'emergente Pernida. Ichigo affronta Askin in battaglia, mentre Yoruichi e Orihime si prendono cura di Grimmjow. Lille continua a prendere di mira i Soul Reapers, costringendo Shunsui a intervenire e usare gli attacchi del gioco dei bambini Shikai della sua Zanpakutō per fermarlo. Come da ordine di Shunsui, Nanao ordina agli altri di continuare ad andare avanti, mentre lei torna di corsa per unirsi a Shunsui. Dopo che il suo fucile viene reciso da Shunsui, Lille spiega che il fucile è parte di lui, fatto di Reishi e che è stato il primo Quincy a ricevere potere da Yhwach, riferendosi a se stesso come messaggero di Dio inviato per punire i peccatori. Lille quindi attiva completamente il suo Vollständig, trasformandosi in un essere angelico con otto ali che presumibilmente non può essere ucciso da nessuna arma, e ferisce gravemente Shunsui. Shunsui è quindi costretto a usare il suo Bankai, Katen Kyōkotsu Karamatsu Shinju su di lui, che avvolge la maggior parte di Wahr Welt. All'interno di quest'area, Shunsui può dare inizio a varie rappresentazioni teatrali composte da diversi atti, questa volta selezionando una commedia composta da quattro atti con due attori, lui e Lille. Con l'atto 1, riflette le sue ferite sul suo avversario, con l'atto 2 infetta Lille con una malattia, con l'atto 3 li fa precipitare entrambi in un mare infinito e con l'atto finale, usa un filo composto dal presunto rammarico di Lille per avergli fatto del male per decapitarlo. Dopo che il corpo di Lille crolla, Shunsui crolla e viene confortato dal suo spirito Zanpakutō, Ohana. |                  |                  |
| 36 | Baby, ti tengo la mano 2 [Non finisce mai il mio sogno] 「BABY, HOLD YOUR HAND 2 [Never Ending My Dream]」 | 7 dicembre 2024  | 1º febbraio 2025 |
| 36 | Pernida fa a pezzi Ashisogi Jizō usando il loro arco Quincy, sparando rapidamente i loro nervi attaccati alle frecce contro Mayuri. Nemu salva Mayuri da una freccia in arrivo, ma entrambe sono costrette a tagliarsi un braccio ciascuna per evitare i nervi. Mayuri rimprovera Nemu per aver interferito e rivela che creare la prossima Nemu sarà ancora più difficile se diventerà più indipendente, prima di rigenerare le loro braccia con una droga. Mayuri corre via per distrarre Pernida, incaricando Nemu di iniettare un agente coagulante per i nervi in una freccia, per iniettarlo nel corpo di Pernida. Il coagulante inizia a diffondersi lungo i nervi fino a Pernida, ma loro semplicemente tagliano il dito prima che possa diffondersi in tutto il corpo. Mayuri si rende quindi conto che Pernida si sta evolvendo a un ritmo allarmante e cerca di avvertire Nemu, ma a sua volta viene salvata di nuovo da lei, che sta spingendo il suo corpo al limite per produrre enormi livelli di potenza per uno Soul Reaper. Nemu comprime quindi il 6% della sua anima e spara a Pernida, ma i loro pezzi esplosivi formano di nuovo delle braccia e annientano Nemu, assorbendo quasi tutti i suoi resti e lasciando Mayuri sotto shock, sebbene quest'ultima riesca a salvare il suo cervello. Mentre Pernida cerca di raggiungere Mayuri, quest'ultima rivela che la ghiandola pituitaria di Nemu è stata impiantata con un organo che forza la divisione cellulare sintetica a una velocità immensa se non controllata dal suo cervello. Pernida è ricoperta di vegetazione ed esplode, sebbene gli ultimi dei loro nervi riescano a torcere all'indietro le gambe di Mayuri. Yumichika e Ikkaku lo salvano, quindi Mayuri ordina loro di trovare i suoi contenitori per i corpi, che contengono Rangiku, Hitsugaya, Kensei e Rose, tutti quanti lui è riuscito a de-zombificare a costo di parte della loro aspettativa di vita. Rangiku e Hitsugaya vengono liberati e Mayuri e Kenpachi vengono invece messi nei loro contenitori. Giselle e Liltotto raggiungono la fortezza di Yhwach, dove una legione di Soldat si frappone tra loro, così Giselle evoca le Meninas zombificate, Candice e Bambietta. Nel frattempo, Haschwalth viene attaccato da Bazz-B mentre sta spiando dove si trova Uryū.                    |                  |                  |
| 37 | Le ombre se ne sono andate 「SHADOWS GONE」 | 14 dicembre 2024 | 8 febbraio 2025  |
| 37 | Da bambino, Shunsui visita spesso il fratello maggiore e la moglie, capo del clan Ise. Il clan Ise è una famiglia matriarcale di sacerdoti, i cui membri maschi sono sempre maledetti a morire giovani. Solo la matriarca della famiglia possiede una Zanpakutō, che viene sempre tramandata alla generazione successiva, chiamata Shinken Hakkyōken, che è in grado di riflettere direttamente i poteri di un essere divino su di loro. Dopo la morte del marito, il capo del clan Ise torna a casa con il suo bambino non ancora nato, Nanao. Più tardi, cerca di proteggere il giovane Nanao dalla maledizione della lama, quindi la consegna a Shunsui, che la nasconde nel suo secondo spirito Zanpakutō, Okyo, che è stato generato da Ohana per nasconderlo. In seguito, Central 46 condanna a morte la madre di Nanao per aver smarrito il tesoro sacro e Nanao si unisce presto alla Soul Reaper Academy, dove eccelle in Kido, tentando persino di unirsi al Kido Corps. Con sua sorpresa, viene assegnata alla Squadra 8, dove si riunisce a Shunsui, senza sapere che è suo zio, e viene presa sotto la sua ala. Nel presente, Shunsui viene trafitto allo stomaco da Lille, che genera una nuova testa simile a quella di un uccello e un corpo più umanoide, il suo Vollständig ora diventa anche dorato. Lille colpisce con la "luce di Dio", ma Nanao si ricongiunge a Shunsui e quest'ultimo usa il suo shikai per nasconderli nell'ombra di Lille. Shunsui rivela i suoi legami con Nanao, dopo che quest'ultima chiede la sua Zanpakutō ed è determinata ad accettare la maledizione. Nanao emerge, brandendo una lama per la prima volta, e taglia con successo il braccio di Lille, che non si rigenera, sebbene lei venga ferita nel processo. Shunsui decide di combattere insieme a lei ed emerge dietro di lei per aiutarla a tenere sollevata la lama. Lille crea una gigantesca bomba energetica che sembra una tromba e la spara contro di loro, annientando un enorme pezzo di Wahr Welt nel processo, sebbene entrambi rimangano al sicuro dietro Shinken Hakkyōken, che riflette l'attacco su Lille e lui viene tagliato a metà, con i suoi resti che cadono verso la Soul Society. Shunsui e Nanao cercano di riunirsi agli altri, ma crollano e decidono di riposare e guarire.                                 |                  |                  |
| 38 | Amico 「friend」 | 21 dicembre 2024 | 15 febbraio 2025 |
| 38 | Più di mille anni fa a Licht Reich, Bazzard "Bazz-B" Black e Jugram "Jugo" Haschwalth sono due giovani Quincy che vivono in una zona rurale. Jugo è privo di talento, incapace persino di assorbire Reishi e creare un Heilig Bogen, l'arco dei Quincy, mentre Bazz-B è estremamente capace di crearli a un'età così giovane. Si legano rapidamente attraverso la caccia, il primo per il cibo e il secondo per l'addestramento. Un giorno, Yhwach e i suoi soldati arrivano in città e bruciano la loro casa e uccidono le loro famiglie, i due bambini sopravvivono a malapena. Per i successivi cinque anni, sopravvivono e si addestrano nella natura selvaggia, con Jugo che impara a maneggiare la spada di famiglia. Durante una visita a una città, i due incontrano i soldati di Yhwach che annunciano l'intenzione di Sua Maestà di reclutare giovani e talentuosi Quincy in un gruppo chiamato Stern Ritter nel tentativo di invadere la Soul Society. Quando il loro tentativo di offrirsi volontario viene ignorato dai soldati, Bazz-B ne spinge uno a combattere. Ma prima che potessero scontrarsi, Yhwach arriva e fa inchinare tutti con la sua pressione spirituale, con solo Jugo in piedi. Yhwach rivela di aver cercato qualcuno come lui per secoli, scoprendo che Jugo è esattamente come lui, un raro Quincy che non può assorbire Reishi e formarlo, ma solo potenziare gli altri con esso e poi riprenderselo. Bazz-B tenta di attaccare Yhwach, ma Jugo devia il suo attacco, mentre Yhwach spiega che il suo talento è stato instillato da Jugo che glielo ha dato. Tre anni dopo, Haschwalth diventa il comandante dello Stern Ritter mentre Bazz-B è appena stato reclutato e cerca ripetutamente di duellare con il primo in modo che possano poi vendicarsi di Yhwach insieme, sebbene le sue richieste vengano sempre respinte. Nel presente, Bazz-B sfida Haschwalth a un altro duello e indica che mentre Yhwach dorme, Haschwalth detiene il suo potere, che intende spegnere con lui. Bazz-B sfrutta tutta la sua potenza, ma Haschwalth gli taglia con noncuranza un braccio prima di squarciargli il torso, causando la morte di Bazz-B per dissanguamento. |                  |                  |
| 39 | La risposta visibile 「The Visible Answer」 | 28 dicembre 2024 | 22 febbraio 2025 |
| 39 | Yhwach finisce di assorbire Mimihagi nel sonno, spingendo i terremoti a tornare nei tre mondi. Haschwalth attiva l'Onnipotente e stuzzica le vere intenzioni di Uryū. Dopo che i Visoreds lo trovano e lo curano, Renji si riunisce a Urahara, Shinji, Momo, Rukia, Byakuya e Soi-Fon proprio mentre vengono attaccati da Gerard, che li sfida tutti contemporaneamente. Nel frattempo, Askin abbatte anche Ichigo, Orihime e Chad, dopodiché spiega che anche Gerard e Pernida erano unici, in quanto non avevano ricevuto i loro Schrift da Yhwach, ma solo il nome che accompagnava il loro potere preesistente, rispettivamente come cuore e braccio sinistro del Soul King. Askin si aspetta di aspettare finché non potrà utilizzare di nuovo il suo Schrift per ucciderli, ma Yoruichi interviene e li libera. Orihime guarisce rapidamente i due e Yoruichi ordina al trio di dirigersi immediatamente da Yhwach, mentre Yūshirō arriva per supportare la sorella in battaglia. Gerard viene sconfitto e si esalta dicendo che solo un miracolo gli darebbe ora il vantaggio per vincere. Dopo che Byakuya annienta il suo corpo e scappano via, tuttavia, Gerard si erge come un gigante imponente, spiegando che il suo Schrift "Il Miracolo" gli consente di scambiare le sue ferite con le sue dimensioni divine, come Rangiku e Hanatarō assistono anche da lontano. Il gruppo di Soul Reaper cerca di reagire, ma Gerard polverizza tutti tranne Urahara. Utilizzando il suo Schrift, Askin diventa immune alla pressione spirituale di Yūshirō e lo ferisce gravemente. Haschwalth accusa Uryū di un futuro tradimento, prima di attaccarlo. Uryū crolla di fronte a Ichigo, Chad e Orihime. Nel Mondo dei Vivi, Isshin e Ryūken si incontrano in un cimitero e decidono di dirigersi verso la Soul Society. |                  |                  |
| 40 | Le mie ultime parole 「MY LAST WORDS」 | 28 dicembre 2024 | 1º marzo 2025    |
| 40 | Haschwalth afferma di aver previsto tutto ciò che Uryū ha da dire e gli ordina di uccidere Ichigo, Orihime e Chad per dimostrare la sua lealtà. Isshin e Ryūken usano la vecchia Sun Key di Sōken Ishida per accedere alla Porta del Sole usata per il trasporto dai Quincy ed entrare a Wahr Welt. Riruka e Yukio si dirigono verso la tenuta di Shiba. I resti di Lille si schiantano sulla Soul Society e iniziano a formare cloni più piccoli, allarmando i Soul Reapers e Aizen, ma vengono divisi in due dal tenente Izuru Kira, la cui ferita per mano di Bazz-B è stata aggirata da Mayuri. Hitsugaya e Rangiku si dirigono verso Gerard mentre dà la caccia alla ferita Momo, ma prima che possa attaccarla, tutti i Visored si radunano e si trasformano in Hollowfy. Yoruichi respinge Askin mentre protegge suo fratello. La lotta di Uryū con Ichigo, Chad e Orihime li porta a precipitare nei livelli inferiori del mastio del castello, dove Uryū rivela finalmente di essersi unito a Yhwach per seguire gli insegnamenti di suo nonno, che ha descritto Yhwach come il tiranno responsabile della morte di innumerevoli Quincy nel tentativo di guarire se stesso e distruggere il mondo per averlo abbandonato, cosa che devono impedire e preservare il loro onore come Quincy del Mondo dei Viventi. Uryū cerca di convincerli a usare la sua Chiave del Sole per andare nel Mondo dei Viventi, ma Haschwalth arriva e dichiara di aver già distrutto la Porta del Sole per il Mondo dei Viventi, avendo previsto questo risultato. Uryū invece manda gli altri a sconfiggere Yhwach, mentre lui rimane indietro per respingere Haschwalth. Quando Haschwalth esprime la sua sorpresa per quanto Uryū sembri fiducioso, quest'ultimo mette in dubbio la qualità del suo Onnipotente se può anche essere sorpreso. I Bambies attaccano Yhwach nel sonno, ma vengono rapidamente eliminati, mentre Ichigo, Orihime e Chad si avvicinano alla fortezza. |                  |                  |